# Jordan Larson

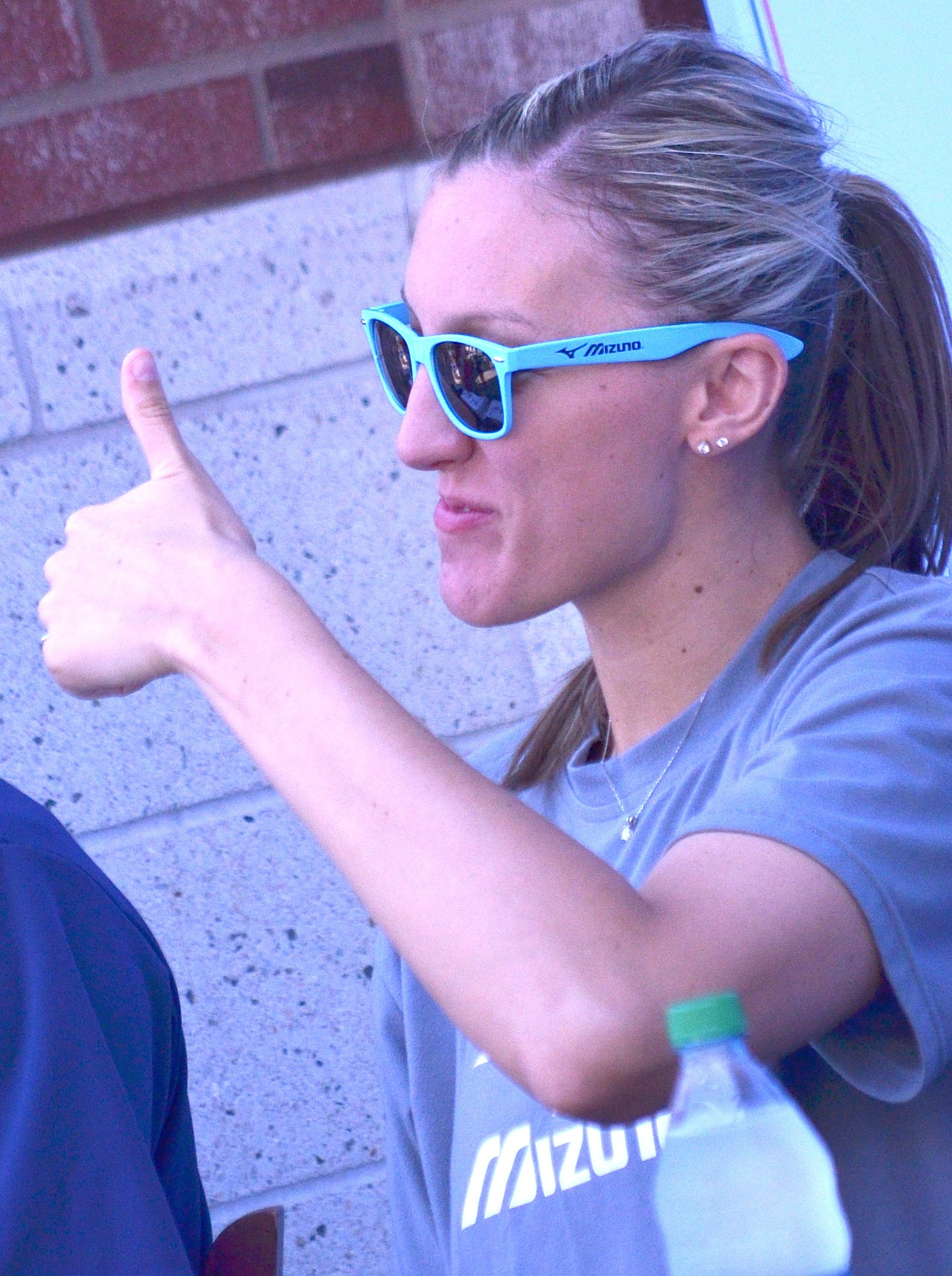
Jordan Larson-Burbach

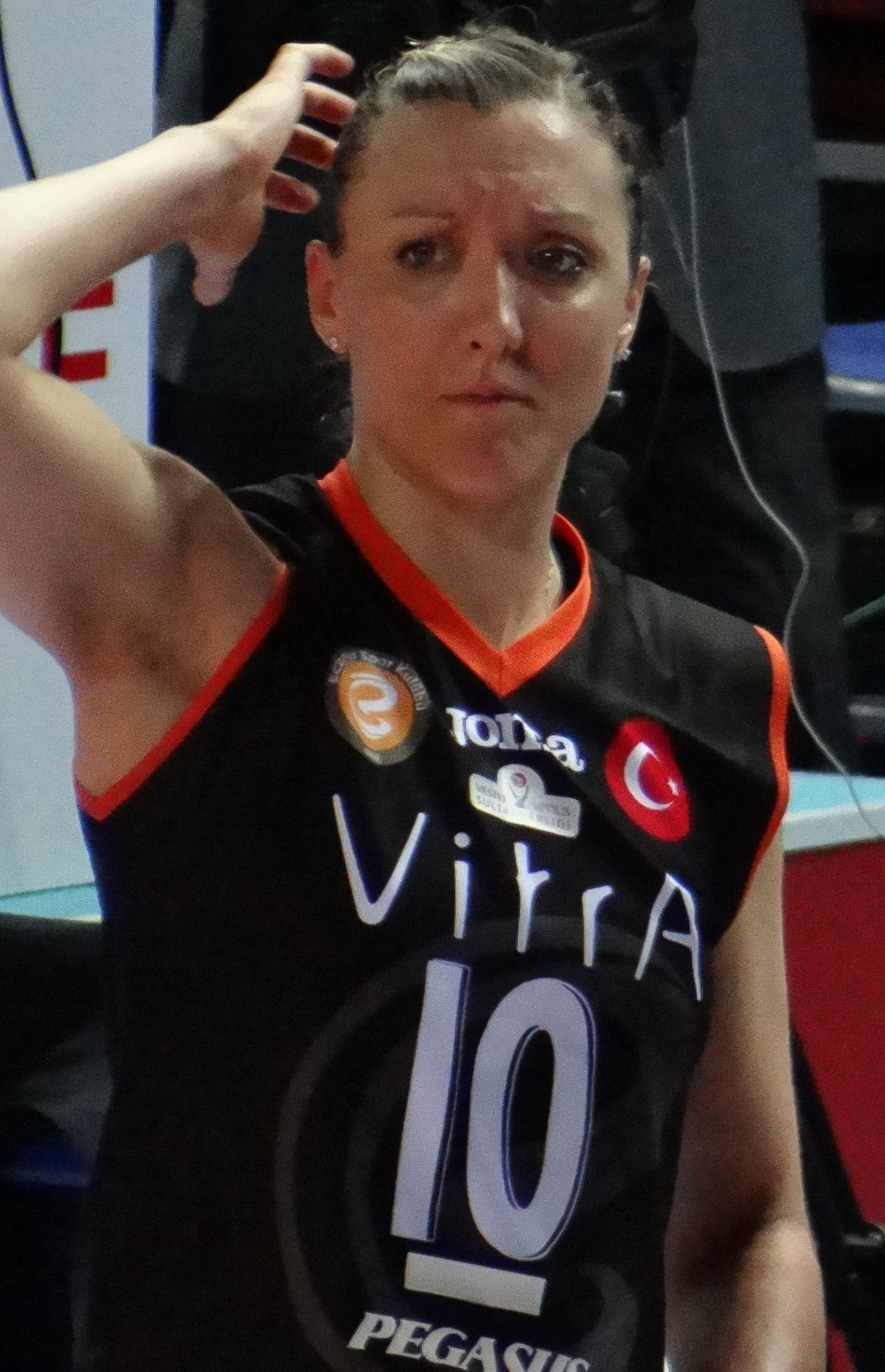
Jordan Larson-Burbach zawodniczką Eczacıbaşı Stambuł w sezonie 2017/2018

Jordan Larson (ur. 16 października 1986 w Colorado Springs) – amerykańska siatkarka, reprezentantka kraju, grająca na pozycji przyjmującej.
W latach 2009-2016 jej mężem był Luke Burbach. 21 sierpnia 2021 roku wyszła za mąż za Davida Hunta, z którym była związana do 2023 roku.

## Kluby i sukcesy
| Lata gry                  | Klub                   | Osiągnięcie                | Trofeum        | Sezon/Rok                                  |
| 2005–2008                 | University of Nebraska | Big 12 Conference          | złoto          | 2005/2006, 2006/2007, 2007/2008            |
| 2005–2008                 | University of Nebraska | Liga uniwersytecka NCAA    | złoto · srebro | 2006/2007 2005/2006                        |
| 2009                      | Vaqueras de Bayamón    |                            |                |                                            |
| 2009–2014                 | Dinamo Kazań           | Puchar Rosji               | złoto          | 2010, 2012                                 |
| 2009–2014                 | Dinamo Kazań           | Liga rosyjska              | złoto          | 2010/2011, 2011/2012, 2012/2013, 2013/2014 |
| 2009–2014                 | Dinamo Kazań           | Liga Mistrzyń              | złoto · brąz   | 2013/2014 2011/2012                        |
| 2009–2014                 | Dinamo Kazań           | Klubowe Mistrzostwa Świata | złoto          | 2014                                       |
| 2014–2019                 | Eczacıbaşı Stambuł     | Liga Mistrzyń              | złoto · brąz   | 2014/2015 2016/2017                        |
| 2014–2019                 | Eczacıbaşı Stambuł     | Liga turecka               | srebro · brąz  | 2017/2018, 2018/2019 2014/2015, 2015/2016  |
| 2014–2019                 | Eczacıbaşı Stambuł     | Klubowe Mistrzostwa Świata | złoto · brąz   | 2015, 2016 2018                            |
| 2014–2019                 | Eczacıbaşı Stambuł     | Puchar CEV                 |                | 2017/2018                                  |
| 2014–2019                 | Eczacıbaşı Stambuł     | Superpuchar Turcji         | złoto          | 2018                                       |
| 2014–2019                 | Eczacıbaşı Stambuł     | Puchar Turcji              | złoto          | 2018/2019                                  |
| 2019–2022                 | Shanghai Bright Ubest  | Liga chińska               | srebro · brąz  | 2019/2020 2020/2021, 2021/2022             |
| 2022–2022 (od 14.02.2022) | Vero Volley Monza      | Liga włoska                | srebro         | 2021/2022                                  |
| 2022–2023 (od 10.11.2022) | Vero Volley Monza      | Liga włoska                | srebro         | 2022/2023                                  |
| 2024–                     | LOVB Omaha             |                            |                |                                            |

## Sukcesy reprezentacyjne
| Osiągnięcie                                                  | Trofeum               | Rok                         |
| Mistrzostwa Ameryki Północnej, Środkowej i Karaibów Juniorek | złoto                 | 2004                        |
| Puchar Panamerykański                                        | brąz                  | 2010, 2011                  |
| Grand Prix                                                   | złoto · srebro        | 2010, 2011, 2015 2016       |
| Puchar Świata                                                | srebro · brąz         | 2011, 2019 2015             |
| Mistrzostwa Ameryki Północnej, Środkowej i Karaibów          | złoto · srebro        | 2011, 2013, 2015 2019, 2023 |
| Igrzyska Olimpijskie                                         | złoto · srebro · brąz | 2020 2012, 2024 2016        |
| Puchar Wielkich Mistrzyń                                     | srebro · brąz         | 2013 2017                   |
| Mistrzostwa Świata                                           | złoto                 | 2014                        |
| Liga Narodów                                                 | złoto                 | 2018, 2019, 2021            |

## Nagrody indywidualne
- 2003: Najlepsza zagrywająca Mistrzostw Świata Kadetek
- 2004: MVP i najlepsza przyjmująca Mistrzostw Ameryki Północnej, Środkowej i Karaibów Juniorek
- 2011: Najlepsza zagrywająca Pucharu Rosji
- 2012: Najlepsza przyjmująca Ligi Mistrzyń
- 2013: Najlepsza zagrywająca Mistrzostw Ameryki Północnej, Środkowej i Karaibów
- 2014: Najlepsza blokująca Ligi Mistrzyń
- 2015: MVP Ligi Mistrzyń
- 2015: MVP Klubowych Mistrzostw Świata
- 2017: Najlepsza przyjmująca Pucharu Wielkich Mistrzyń
- 2021: MVP i najlepsza przyjmująca Igrzysk Olimpijskich w Tokio